# Sambucus racemosa
Sureau à grappes
Espèce
Classification APG III (2009)
Statut de conservation UICN

 LC  : Préoccupation mineure
Le Sureau de montagne, sureau rameux, sureau rouge ou sureau à grappes (Sambucus racemosa) est une espèce d'arbustes de la famille des Adoxaceae (anciennement classée dans la famille des Caprifoliaceae), dont les sous-espèces poussent dans les parties les plus froides de l'Amérique du Nord, de l'Europe et de l'Asie.

## Description

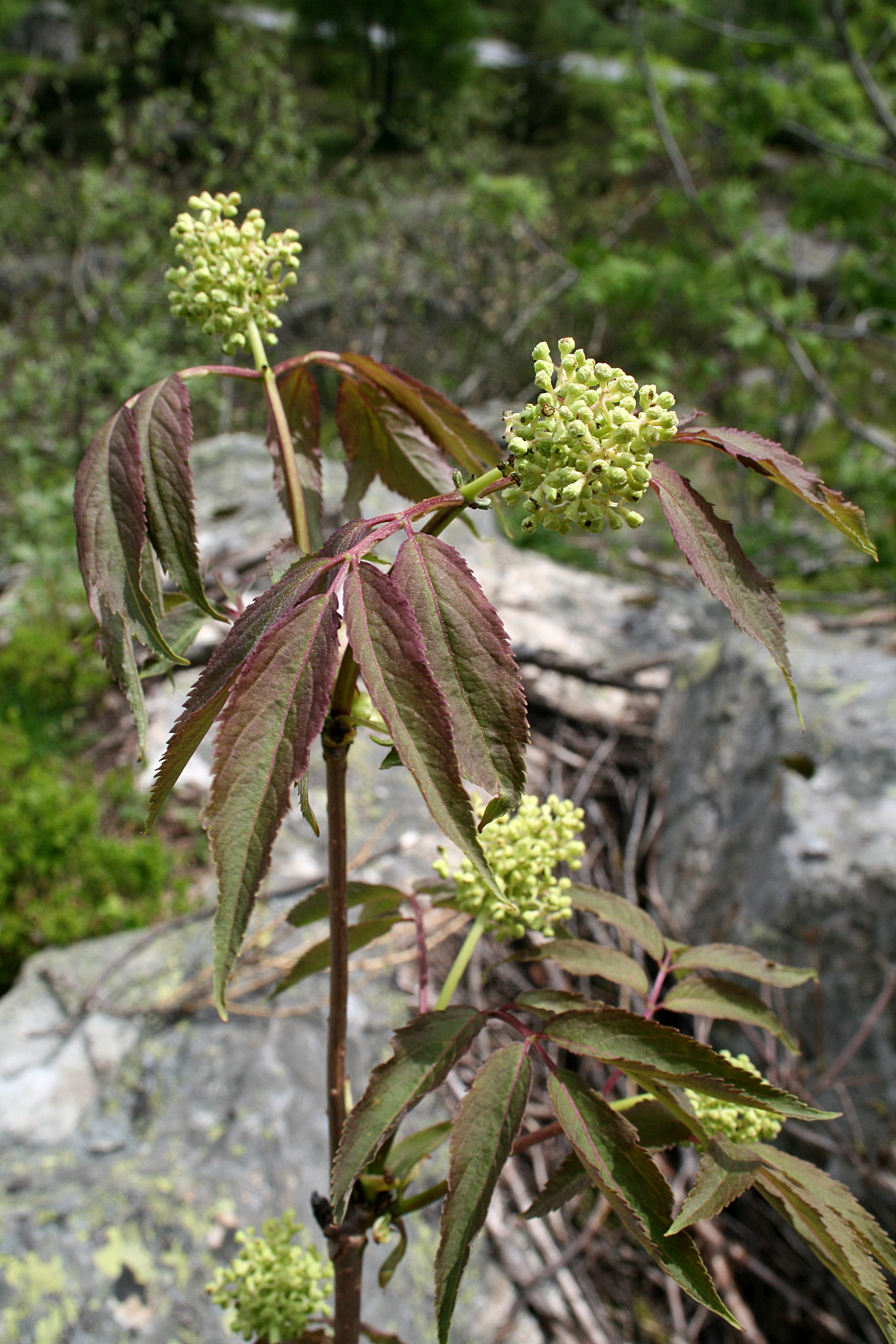
Feuilles et boutons floraux du sureau de montagne.

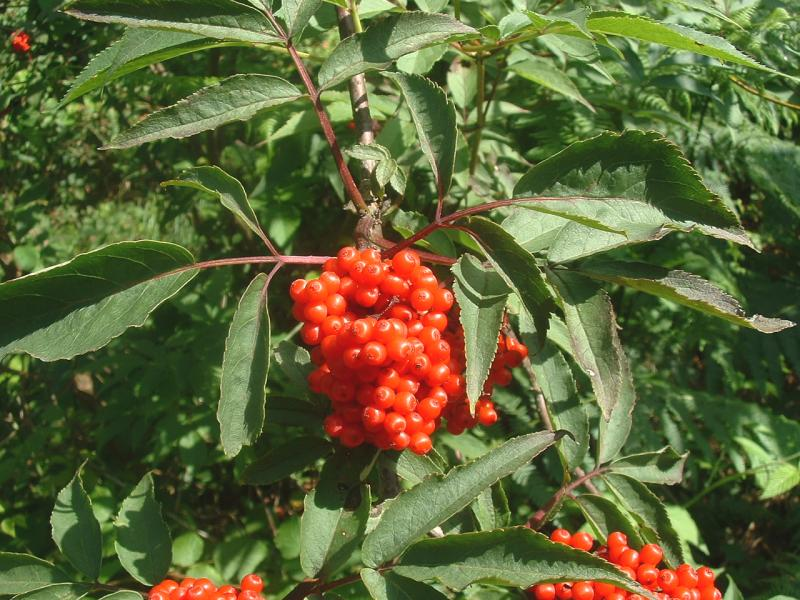
Fruits du sureau de montagne.

C'est un arbuste à feuilles caduques composées, aux folioles dentées, aux rameaux retombants. Les inflorescences de petites fleurs crème sont des panicules pyramidaux. Les fruits sont des drupes de couleur rouge vif.

## Caractéristiques
- Organes reproducteurs :

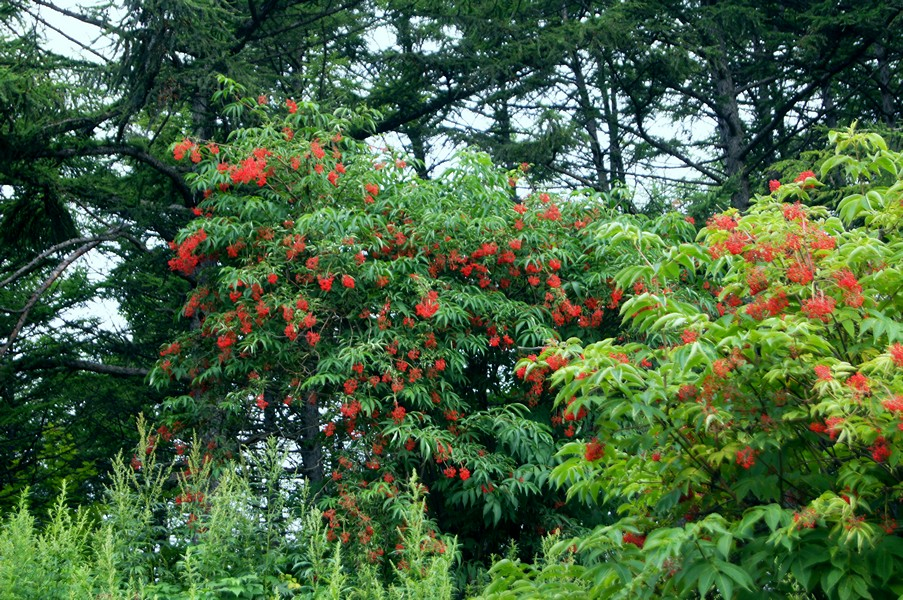
Espèce en fruits en août.

  - Type d'inflorescence : cyme multipare
  - répartition des sexes : hermaphrodite
  - Type de pollinisation : entomogame
  - Période de floraison : avril à mai
- Graine :
  - Type de fruit :  baie
  - Mode de dissémination : endozoochore
- Habitat et répartition :
  - Habitat type : fourrés arbustifs médioeuropéens, planitiaires-collinéens, psychrophiles, eutrophiles, mésohydriques

Données d'après : Julve, Ph., 1998 ff. - Baseflor. Index botanique, écologique et chorologique de la flore de France. Version : 23 avril 2004. 
- - Aire de répartition : circumboréal.
  - En France, le Sureau à grappes est surtout présent en montagne dans la zone du hêtre et du sapin.

## Statuts de protection, menaces
L'espèce est évaluée comme non préoccupante aux échelons mondial et français.
En France l'espèce est considérée en danger (EN) en Poitou-Charentes ; elle est considérée vulnérable (VU) en Haute-Normandie ; quasi menacée (NT), proche du seuil des espèces menacées ou qui pourraient l'être si des mesures de conservation spécifiques n'étaient pas prises, dans la région Centre.

## Propriétés
Comme pour le sureau yèble, on possède peu de données. Les fruits non mûrs sont légèrement toxiques et entraînent des troubles digestifs (baies vomitives). Les graines, contenant des hétérosides cyanogènes, sont également à rejeter. 
Les fruits cuits, riches en pectine, sont parfois mélangés à d'autres fruits de la forêt pour préparer confitures, gelées et marmelades ; fermentés, ils permettent aussi d'obtenir une eau-de-vie par distillation.

## Sous-espèces
- Sambucus racemosa aurea
- Sambucus racemosa subsp. pubens, la sous-espèce américaine du Sureau à grappes.
- Sambucus racemosa subsp. racemosa, la sous-espèce européenne et asiatique
- Sambucus racemosa subsp. sieboldiana, une sous-espèce japonaise et coréenne

## Utilisation
Fruit acide, riche en pectine, s'utilise seul ou bien en mélange (50 %) avec le sureau noir pour des gelées, sirops et boissons. Les graines, qui sont toxiques, doivent alors être éliminées.